# Vilém V. Hesensko-Kasselský
Vilém V. Hesensko-Kasselský (13. února 1602, Kassel – 21. září 1637, Leer) byl člen rodu Hesenských a mezi lety 1627 až 1637 lankrabě Hesenska-Kasselska. Vládl po abdikaci svého otce Mořice Hesensko-Kasselského a to za nepříznivých podmínek třicetileté války. Hesensko-Kasselsko za jeho vlády utrpělo především ztráty a značně zchudlo.

## Život

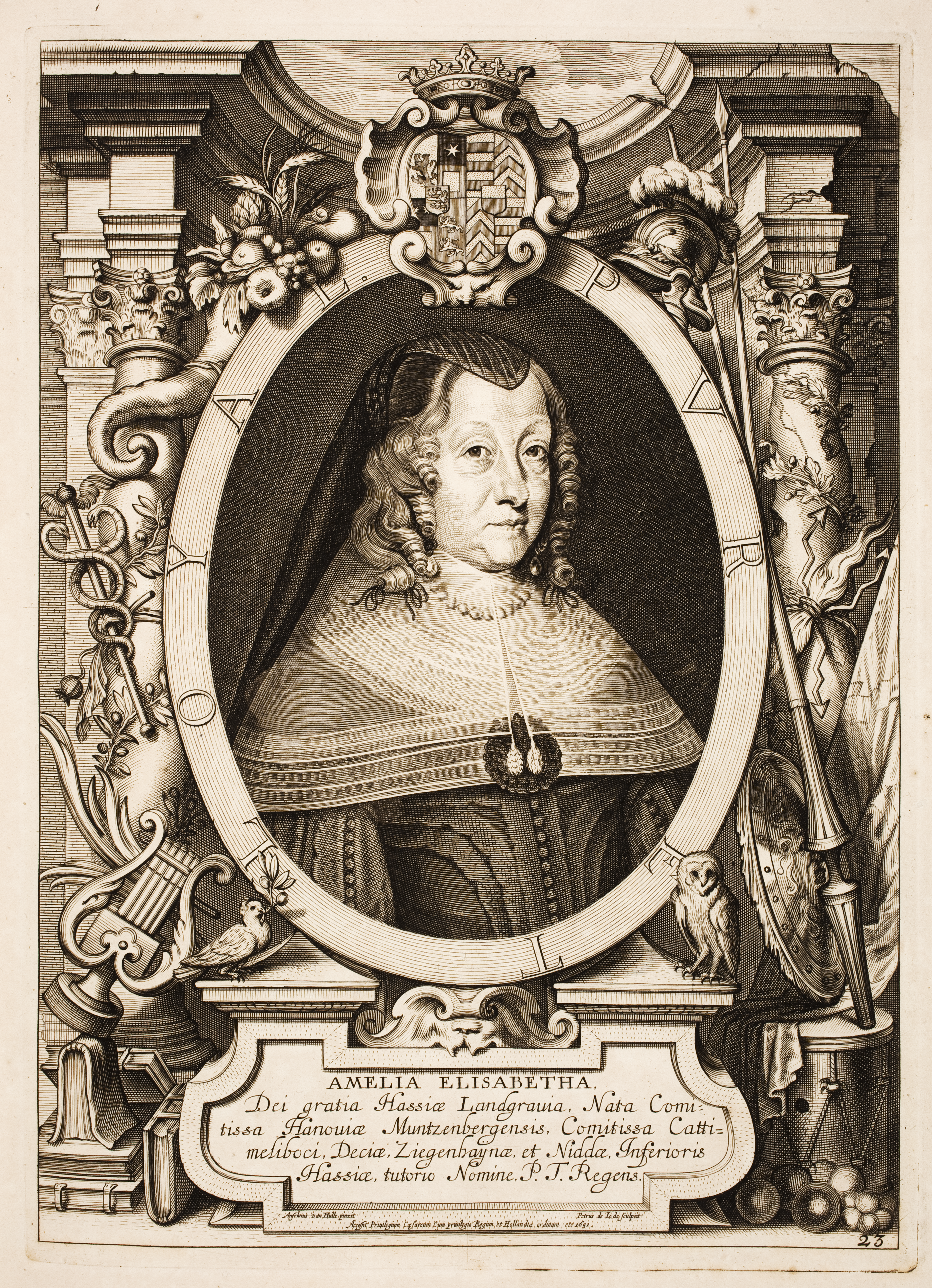
Rytina Amálie Alžběty, které se, na rozdíl od jejího manžela či tchána, podařilo získat zpět některé pozemky ztracené při sportu s Ludvíkem V.

Vilém se narodil 13. února 1602 v hlavním městě Hesenska-Kasselska, v Kasselu, jako syn Mořice Hesensko-Kasselského a jeho první manželky Anežky, která ale krátce po narození syna zemřela. Mořic ale nezahálel a začal si hledat novou manželku, kterou se stala Juliana Nasavsko-Dillenburská.
Mořic Hesensko-Kasselský, zvaný také Učený, zdědil po zániku linie Hesensko-Marburských roku 1604 velké bohatství a mnoho pozemků. Nicméně, v roce 1605, ač byl vychováván jako luterán, konvertoval ke kalvinismu, čímž se dostal do vleklého sportu se svým bratrancem Ludvíkem V. Hesensko-Darmstadtským, který byl přísný luterán. Rada nakonec rozhodla ve prospěch Ludvíka a Mořic s celou svojí rodinou přišel téměř o celý majetek. Až 17. března 1627, kdy byla krize v nejhorším stupni, abdikoval ve prospěch Viléma.
Vilém si zpočátku vedl dobře a snažil se především ušetřit Hesensko-Kasselsko od krize, která postihla celé Německo, jako protestantskou, tak katolickou část. Velký zisk a slávu viděl i ve spojenectví s Gustavem II. Adolfem, který se 6. července 1630 vylodil v Pomořansku. Po vítězství protestantů v první bitvě u Breitenfeldu (17. září 1631), získal Vilém od Gustava II. Adolfa opatství Abbey, Hersfeld a Corvey. Vilém se svými vojsky následně obsadil Mohučské kurfiřtství a panství Fritzlar. Nicméně, toto období úspěchů neměly dlouhého trvání a když se Gustav Adolf pokusil se svýmo vojsky vstoupit do Frankfurtu, Vilémův bratranec Jiří II. Hesensko-Darmstadtský se okamžitě spojil s císařem Ferdinandem II., který začal se švédským králem urychleně vyjednávat. Brzy potom se situace obrátila a když Gustav zabral pevnost Rüsselsheim, Vilém očekával, že ji získá pro sebe. Místo toho ji ale dostal, společně se správou celého horního Hesenska, na starost Jiří, Vilémův bratranec. Sám Gustav II. Adolf byl nakonec 16. listopadu 1632 zabit v bitvě u Lützenu.
Roku 1635 císař s mnoha protestantskými šlechtici uzavřel Pražský mír, avšak Viléma k této záležitosti nepozval. Místo uzavření míru se ale Vilém rozhodl uzavřít spojenectví s Francií, jeho snahy ale přišly vniveč a jako trest byla nařízena invaze říšského vojska do Hesenska-Kasselska. Země se opět ocitla ve finanční krizi, kterou invaze vojsk jen prohlubovala. Nakonec byl Vilém prohlášen za nepřítele Říše a správy Hesenska-Kasselska se ujal Jiří.
V roce 1637 Vilém ze země uprchl a uchýlil se do Východního Fríska, kde také ve věku pětatřiceti let zemřel. Příčina smrti dosud neznámá. Po zesnulém Vilémovi zůstala vdova Amálie Alžběta, která zastupovala jejich jediného syna Viléma, dokud v roce 1650 nedovršil dospělého věku a nepřevzal titul lankraběte. Na rozdíl od jejího manžela i tchána, ona byla schopná politička a za dobu své vlády získala mnoho pozemků, které oba její předchůdci ztratili.

## Manželství a potomci
Dne 21. září 1619 se Vilém, který dosud ještě nebyl lankrabětem Hesensko-kasselským, pouze budoucím dědicem, oženil s Amálií Alžbětou z Hanau-Münzenbergu, dcerou Filipa Ludvíka II. z Hanau-Münzenbergu. Z manželství vzešlo dvanáct dětí, avšak jen čtyři z nich (tři dcery a syn) se dožily dospělého věku.
- 1. Anežka Hesensko-Kasselská (24. 11. 1620 Kassel – 20. 8. 1626 Bad Hersfeld)[1][2]
- 2. Mořic Hesensko-Kasselský (*/† 24. září 1621)[3]
- 3. Alžběta Hesensko-Kasselská (21. 10. 1623 Kassel – 13. 1. 1624 tamtéž)[4][5]
- 4. Vilém Hesensko-Kasselský (31. 1. 1625 Kassel –11. 7. 1626)[6][7]
- 5. Emílie Hesensko-Kasselská (11. 2. 1626 Bad Hersfeld – 15. 2. 1693 Frankfurt nad Mohanem)[8][9]
⚭ 1648 Henri Charles de La Trémoille (17. 12. 1620 Thouars – 14. 9. 1672 tamtéž), 4. vévoda z Thouars[10][11][12]
- 6. Šarlota Hesensko-Kasselská (20. 11. 1627 Kassel – 16. 3. 1686 Heidelberg)[13][14][15][16]
⚭ 1650 Karel I. Ludvík Falcký (22. 12. 1617 Heidelberg – 28. 8. 1680, Edingen-Neckarhausen), falcký kurfiřt od roku 1648 až do své smrti, manželství rozvedeno roku 1657[17][18][19][20]
- 7. Vilém VI. Hesensko-Kasselský (23. 5. 1629 Kassel – 16. 7. 1663 Haina), lankrabě hesensko-kasselský od roku 1637 až do své smrti[21][22][23][24]
⚭ 1649 Hedvika Žofie Braniborská (14. 7. 1623 Berlín – 26. 6. 1683 Šmalkaldy)[25][26][27]
- 8. Filip Hesensko-Kasselský (16. 6. 1630 Kassel – 17. 8. 1638 Groningen)[28][29]
- 9. Adolf Hesensko-Kasselský (17. 12. 1631 Kassel – 17. 3. 1632 tamtéž)[30][31]
- 10. Karel Hesensko-Kasselský (18. 6. 1633 Kassel – 9. 3. 1635 tamtéž)[32][33]
- 11. Alžběta Hesensko-Kasselská (23. 6. 1634 Kassel – 22. 3. 1688 tamtéž), abatyše v Herfordu[34][35]
- 12. Luisa Hesensko-Kasselská (5. 11. 1636 – 6. 1. 1638 Kassel)[36][37]